# Социалистическая партия Швеции (1929)
Социалисти́ческая па́ртия Шве́ции, СПШ (швед. Svenska socialistiska partiet) — политическая партия в Швеции, существовавшая в 1929—1948 годах; до 1934 года — Коммунисти́ческая па́ртия Шве́ции, КПШ (Sveriges Kommunistiska Parti), до 1943 года — Социалисти́ческая па́ртия, СП (Socialistiska partiet).

## История
В 1929 году в Коммунистической партии Швеции происходит раскол между сторонниками Сталина во главе с Хьюго Сильеном и Свен Линдерутом, и сторонниками Правой оппозиции в ВКП(б) во главе с Карлом Чильбумом и Нильсом Флюгом. Коминтерн исключает из своей шведской секции всех сторонников «правых» — 17 300 членов, что составляет более 3/4 её состава. Исключенные продолжают действовать под именем Коммунистической партии Швеции, за ними также остается центральный орган — газета «Politiken». В новую компартию перешла вся парламентская фракция коммунистов — 8 человек.
В 1930 году Флюг, как депутат Риксдага, выдвинул предложение об отделении церкви от государства. Однако оно провалилось в Нижней палате.
После раскола в 1929 году КПШ вступила в Международную коммунистическую оппозицию, из которой вышла в 1933 году и присоединилась к Международному революционному марксистскому центру, более известному как Лондонское бюро.
В 1934 году компартия сливается с отколовшейся от социал-демократической партии группой во главе с Альбином Стрёмом, базировавшейся в Гётеборге. После объединения КПШ приняла название Социалистической партии. Трансформация в СП была также связана с отходом от предыдущей линии партии, состоявшей в ориентации на Советский Союз и Коминтерн. Изначально партия старалась убедить руководство Коммунистического интернационала принять её обратно в свои ряды. Однако расхождение с политической линии ВКП(б) и Коминтерна всё более усиливалось.
Ко второй половине 1930-х годов партия начинает приходить в состояние упадка. В 1937 Нильс Флюг исключает из партии одного из её лидеров и основателей Карла Чильбума. В знак протеста из партии выходит другой её лидер — Туре Нерман. Под руководством Флюга партия в конце 1930-х годов совершает поворот в сторону сотрудничества с нацистами и ориентации на гитлеровскую Германию. В результате этого поворота из партии выходит группа активистов, включая Альбина Стрёма и Эвальда Хёглунда, сформировавшие Левую социалистическую партию. Изменение партийной политики отразилось также на названии партии, которая с 1943 года стала именоваться Социалистической партией Швеции.
После смерти Флюга в 1943 году во главе партии встал Агатон Блом. В 1948 году СПШ прекратила своё существование. Оставшиеся активисты и ячейки партии были затем известны, как Социалистические трудовые коммуны (Socialistiska Arbetarkommuner).

## Организация

### Участие в выборах в Риксдаг
Участвуя в парламентских выборах 1932 и 1936 годов (5,3 % и 4,4 % голосов соответственно) партия имела 6 депутатов в Риксдаге, что было больше фракции сталинистской компартии. На выборах 1940 года СП получила 0,7 % голосов, и не прошла в парламент, а на выборах 1944 года — 0,2 %.

### Председатели партии
- 1929—1943 Нильс Флюг (Nils Flyg)
- 1943—1948 Агатон Блом (Agaton Blom)